# Caroline Stage Olsen
Pour les articles homonymes, voir Olsen.
Caroline Stage Olsen, née le 10 novembre 1990 à Bagsværd (Danemark), est une femme politique danoise, membre des Modérés. Elle est ministre de la Numérisation depuis 2024.

## Biographie
Caroline Stage Olsen suit des études à l'école de commerce de Copenhague, où elle obtient un diplôme en économie et en gestion en 2013, puis un diplôme en management et marketing international en 2015. Après ses études, elle devient consultante pour Dansk Standard, avant de devenir responsable des affaires publiques chez British American Tobacco en 2016.
Engagée au sein du parti libéral Venstre, elle est élue conseillère municipale de Copenhague lors des élections locales de novembre 2013. Elle est alors la porte-parole de son groupe au conseil municipal pour les questions de santé. Quelques jours avant les élections municipales de novembre 2017, où elle figure en deuxième position sur la liste de son parti, elle est critiquée par la société danoise du cancer pour son double rôle comme porte-parole locale de son parti pour la santé et comme lobbyiste de l'industrie du tabac. Elle reconnaît alors la situation de conflit d'intérêt, tout en expliquant se récuser de toutes les délibérations municipales relatives au tabac, bien qu'elle se soit opposée à plusieurs mesures anti-tabac avant d'être recrutée par British American Tobbacco en 2016. Elle est réélue au conseil municipal le 21 novembre. En décembre 2019, elle annonce quitter son mandat municipal en cours de législature.
En janvier 2023, elle quitte l'industrie du tabac quand elle est recrutée comme chef politique par les Modérés, le parti centriste présidé par le ministre des affaires étrangères et ancien Premier ministre Lars Løkke Rasmussen. En juin 2024, elle devient conseillère spéciale de ce dernier au ministère des Affaires étrangères.
Le 29 août 2024, elle est nommée ministre de la Numérisation dans le gouvernement de Mette Frederiksen. Quelques jours après sa nomination, il est révélé que plusieurs employés des Modérés ont déposé une plainte auprès de l'inspection du travail pour dénoncer un environnement professionnel toxique. Personnellement mentionnée dans la plainte, Caroline Stage Olsen présente alors des excuses publiques.
En décembre, elle est investie par les Modérés comme candidate aux élections législatives, dans la circonscription du Jutland de l'Est.

## Vie privée
Résidant à Frederiksberg, elle est mariée et a une fille, ainsi que deux beaux-enfants.